# Espace urbain de Flers-Vire
L'espace urbain de Flers-Vire est un espace urbain constitué autour des villes de Flers dans l’Orne et de Vire dans le Calvados. . Par la population, c'est le  46e des 96 espaces urbains français. En 1999, sa population était d'environ 63 000 habitants sur une superficie de 559 km2.

## Caractéristiques
Dans les limites définies en 1999 par l'INSEE, l'espace urbain de Flers-Vire comprend 55 communes, dont 7 communes urbaines et 48 communes rurales :
Il est composé de deux aires urbaines :
- l'aire urbaine de Flers (23 communes dont 4 urbaines),
- l'aire urbaine de Vire (28 communes dont 3 urbaines),

et de 4 communes rurales multipolarisées : Clairefougère, Saint-Pierre d'Entremont et Montsecret dans l’Orne et Bernières-le-Patry dans le Calvados.